# 瓮江镇
瓮江镇，中华人民共和国湖南省岳阳市平江县下属的一个镇，位于平江县西南部。207省道长（沙）平（江）公路经过县境。

## 建制沿革
- 1958年，置瓮江公社；
- 1984年，改置瓮江乡；
- 1995年，双江乡、河东乡和三联乡的坎头、中村、塘城3个村并入，改置瓮江镇。

## 行政区划
瓮江镇下辖1个居委会与47个行政村：
- 水口嘴居委会
- 瓮江村、淤泥村、张川村、茶调村、自源村、新岭村、新马村、仁胜村、寨里村、内洞村、梧岗村、新星村、三合村、谷溪村、清潭村、杨潭村、仗义村、盘石村、左源村、金罗村、仁美村、花门村、石坳村、华阳村、新棚村、杨源村、鹅形村、殷家村、康阜村、仁和村、晋坪村、浆坑村、马龙村、塔兴村、祝黄村、段坪村、英集村、杨梅村、昌坪村、昌兵村、芭蕉源村、石坪村、小塘铺村、九龙村、中村村、塘城村、坎头村